# Arnold Christian Normann
Arnold Christian Normann (* 23. März 1904 in Skjætterup; † 11. Dezember 1978 in Helsingør) war ein dänischer Politiker (Det Radikale Venstre) und Journalist. In der Politik brachte er es bis zum Fischerei- und Grönlandminister, im Journalismus bis zum Verleger und Herausgeber.

## Leben
Normanns Lebenseinstellung war wesentlich beeinflusst vom politischen Radikalismus seines Vaters, einem Anhänger Edvard Brandes’ mit humanistischer Lebenseinstellung. Als Jugendlicher arbeitete er in der Landwirtschaft. 1920 bis 1921 besuchte er die Roskilde Højskole und legte sein Präliminarexamen 1923 ab und begann im selben Jahre für die linke Provinzpresse zu arbeiten. 1943 gründete er zusammen mit seinem Bruder Mogens den A. C. Normans Forlag. 1956 wurde er Miteigner und -herausgeber des Helsingør Dagblad, 1972 bis 1974 war er Redakteur des Blattes, 1973 wurde er Vorsitzender der zugehörigen Aktiengesellschaft.
Norman war Folketingsabgeordneter von 1963 bis 1971. Vom 18. November 1960 bis zum 26. September 1964 war er Fischereiminister in den Kabinetten Kampmann und Krag. Vom 2. Februar 1968 bis zum 11. Oktober 1971 war er Fischerei- und Grönlandminister.
Bei einem Verkehrsunfall tötete Normann zwei Menschen und verletzte zwei weitere. Nachdem ihm seine parlamentarische Immunität genommen worden war, erklärte ihn das Folketing, mit einer Mehrheit von 88 zu 70 Stimmen, für unwürdig, Mitglied seiner zu sein.